# Indiscrétion assurée
Ne doit pas être confondu avec Discrétion assurée.
Série
Étroite Surveillance
(1987)
Pour plus de détails, voir Fiche technique et Distribution.
Indiscrétion assurée ou Une autre filature au Québec (Another Stakeout) est un film américain, réalisé par John Badham, sorti en 1993.
Le film est la suite d’Étroite Surveillance, du même réalisateur, sorti en 1987.

## Synopsis
À Seattle, les officiers de police Chris Lecce et Bill Reimers sont chargés de retrouver Luella Delano, témoin à charge qui a échappé de justesse à l'explosion de sa maison par la mafia. Disparue dans la nature, cette dernière se cache. Gina Garett, responsable de l'opération, pense qu'ils pourront la retrouver grâce à des amis qu'elle a tenté de contacter. Ainsi, Gina Garett, Chris Lecce et Bill Reimers se mettent en planque dans la maison d'à côté en espérant mettre la main sur Luella Delano. Le trio « incarne » alors une famille : Chris sera le père, Gina la mère et Bill, le fils. Mais pour cela, Bill doit absolument raser sa précieuse moustache.

## Fiche technique
Sauf indication contraire, les informations mentionnées dans cette section peuvent être confirmées par la base de données cinématographiques IMDb,  présente dans la section « Liens externes ».
- Titre original : Another Steakout
- Titre français : Indiscrétion assurée
- Titre québécois : Une autre filature
- Réalisation : John Badham
- Scénario : Jim Kouf
- Directeur de la photographie : Roy H. Wagner
- Montage : Frank Morriss
- Musique : Arthur B. Rubinstein
- Costumes : Stephanie Nolin
- Production : Jim Kouf, Cathleen Summers et Lynn Bigelow

Producteur délégué : John Badham
Coproducteur : D. J. Caruso
Producteurs associés : Justis Greene et Kristine J. Schwarz
- Société de production : Touchstone Pictures, Stakeout II Productions, Kouf/Bigelow Productions et Touchwood Pacific Partners 1
- Distribution : Buena Vista Pictures Distribution (États-Unis),
- Budget : 30 millions de dollars
- Format : couleur - 2.35:1 - 35 mm (Eastman 125T 5247, EXR 500T 5296)
- Durée : 105 minutes
- Date de sortie : 
  - États-Unis : 27 juillet 1993
  - France : 5 janvier 1994

## Distribution
- Richard Dreyfuss (VF : Michel Papineschi ; VQ : Hubert Fielden) : Chris Lecce
- Emilio Estevez (VF : William Coryn ; VQ : Sébastien Dhavernas) : Bill Reimers
- Rosie O'Donnell (VF : Laure Sabardin ; VQ : Claudine Chatel) : Gina Garrett
- Dennis Farina (VF : Sady Rebbot) : Brian O'Hara
- Marcia Strassman (VF : Perrette Pradier) : Pam O'Hara
- Cathy Moriarty (VF : Joelle Brover) : Lu Delano
- John Rubinstein (VF : Jean-Luc Kayser) : Thomas Hassrick
- Miguel Ferrer (VF : Patrice Keller) : Tony Castellano
- Dan Lauria (VF : Renaud Marx) : le capitaine Coldshank
- Sammy Jackson : Costanzo
- Larry B. Scott : le garagiste
- Frank C. Turner : le clochard
- Christopher Doyle : McNamara
- Blu Mankuma : l'inspecteur Wils
- Michael DeLano (en) : Michael
- John Badham : un homme sur le ferry (caméo non crédité)
- Madeleine Stowe (VF : Anne Canovas ; VQ : Marie-Andrée Corneille) : Maria Mcguire (non créditée au générique)

## Production
Après le succès de Étroite Surveillance, succès surprise en 1987 avec 65 millions de dollars de recettes aux États-Unis, une suite est envisagée.
Le tournage a lieu d'août à octobre 1992. Il se déroule à Las Vegas, Seattle et en Colombie-Britannique au Canada (Vancouver et Bowen Island).

## Accueil
Le film est moins bien accueilli que son prédécesseur Étroite Surveillance. Il reçoit des critiques globalement négatives (16% d'opinions favorables pour 25 critiques et une note moyenne de 4,09⁄10 sur Rotten Tomatoes). Le célèbre critique américain Roger Ebert lui donne malgré tout la note de 3⁄4, comme pour le premier film.
Le film déçoit également au box-office. Pour son week-end d'ouverture aux États-Unis, il ne totalise que 5,4 millions de dollars de recettes (seulement le 9e meilleur résultat du week-end). Il ne totalisera finalement que 20,2 millions de recettes aux Etats-Unis, pour un budget d'environ 30 millions.

## Distinction
Rosie O'Donnell est nommée aux American Comedy Awards dans la catégorie de l'actrice d'un film la plus drôle (rôle principal).

## Clins d'oeil
- Quand Luella Delano passe devant la télévision, on peut voir que le film n'est autre que Étroite Surveillance[9].
- Richard Dreyfuss, qui incarne ici Chris Lecce, prononce la réplique « And I don't like the panties hanging on the rod ». L'acteur prononcait la même phrase dans le film Adieu, je reste (1977) de Herbert Ross, qui lui vaut l'Oscar du meilleur acteur en 1978[9].
- Sur les docks, on peut voir le nom d'une entreprise Sosna Salmon Company. John Sosna est le premier assistant réalisateur du film[9].